# Lliure (futbol)
El lliure és la posició que ocupa un jugador de futbol, generalment un defensor, en la defensa de l'equip, i posseïx la particularitat d'estar «lliure» d'obligacions de marca o d'una zona que hagi de cobrir, a causa d'aquesta llibertat, té la possibilitat d'auxiliar a la resta dels seus companys de la defensa. Generalment és l'últim home de la línia defensiva. Aquesta posició defensiva la va popularitzar Franz Beckenbauer, defensant la selecció alemanya a la Copa del Món de 1970.